# لورين وارن
لورين وارن ميني (بالانجليزية: Lorraine Warren Many)(ولدت في 31 يناير 1927 بريدجبورت، كونيتيكت، الولايات المتحدة) هي كاتبة ومحررة ومحاضِرة وعالمة خوارق وطاردة أرواح امريكية وكاهنة كاثوليكية مُعترف بِها من الأوساط الكاثوليكية.

## تأسيس جمعية نيو إنجلاند
أسست مع زوجها إد وارن جمعية نيو إنجلاند للأبحاث النفسية. حيث قاموا بالتحقيق في عدد من الحالات الخارقة للطبيعة البارزة بما في ذلك حادثة شارع ليندلي، ومطاردة سمورل، وشبح ويست بوينت، ومزرعة بيرون المؤرقة، وجرائم القتل في أميتيفيل.